# Мелісса Ву
Мелісса Ву  (англ. Melissa Wu, 3 травня 1992) — австралійська стрибунка у воду, олімпійська медалістка.

## Виступи на Олімпіадах
| Олімпіада  | Дисципліна                | Місце |
| ---------- | ------------------------- | ----- |
| Пекін 2008 | вишка                     | 6     |
| Пекін 2008 | синхронні стрибки з вишки | 2     |